# 巡回演唱会

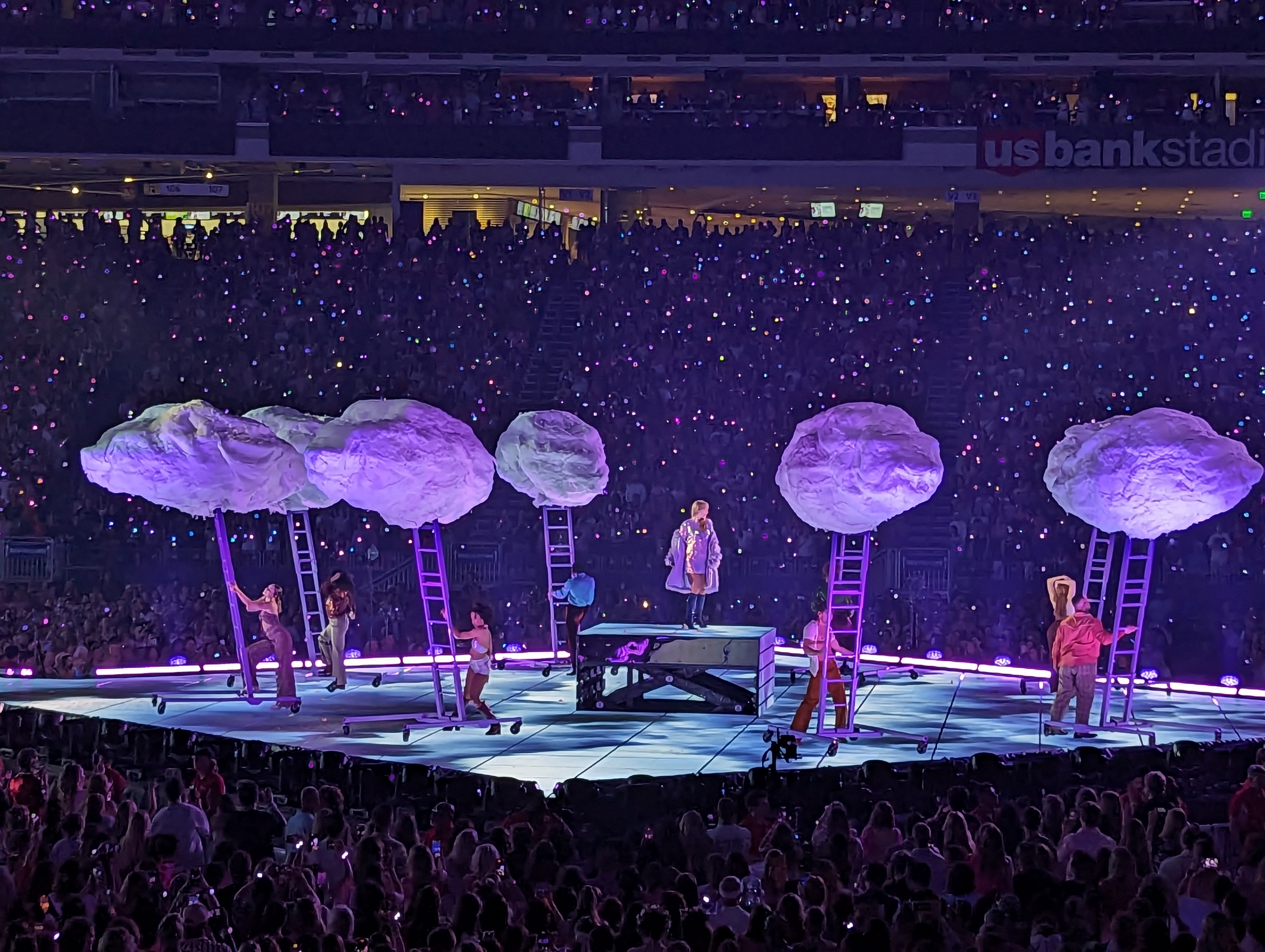
泰勒絲的時代巡迴演唱會

巡回演唱会（Concert tour）又稱巡回演出、巡演，是指藝人連續在不同城市、国家或地区举办的多場音乐会。通常藝人為宣傳新出的音樂專輯會連續在好幾個不同的地方舉辦演唱會。巡回演出可以持续数月甚至数年。 每個場次的內容可能會有稍微的調整，例如：嘉賓、該場次特別演唱的曲目、因應場次的舞台做出的特別變化等等。进行巡回演唱会的表演者被称为巡演艺术家（touring artist）。